# Bielkenhagen 8 (Stralsund)

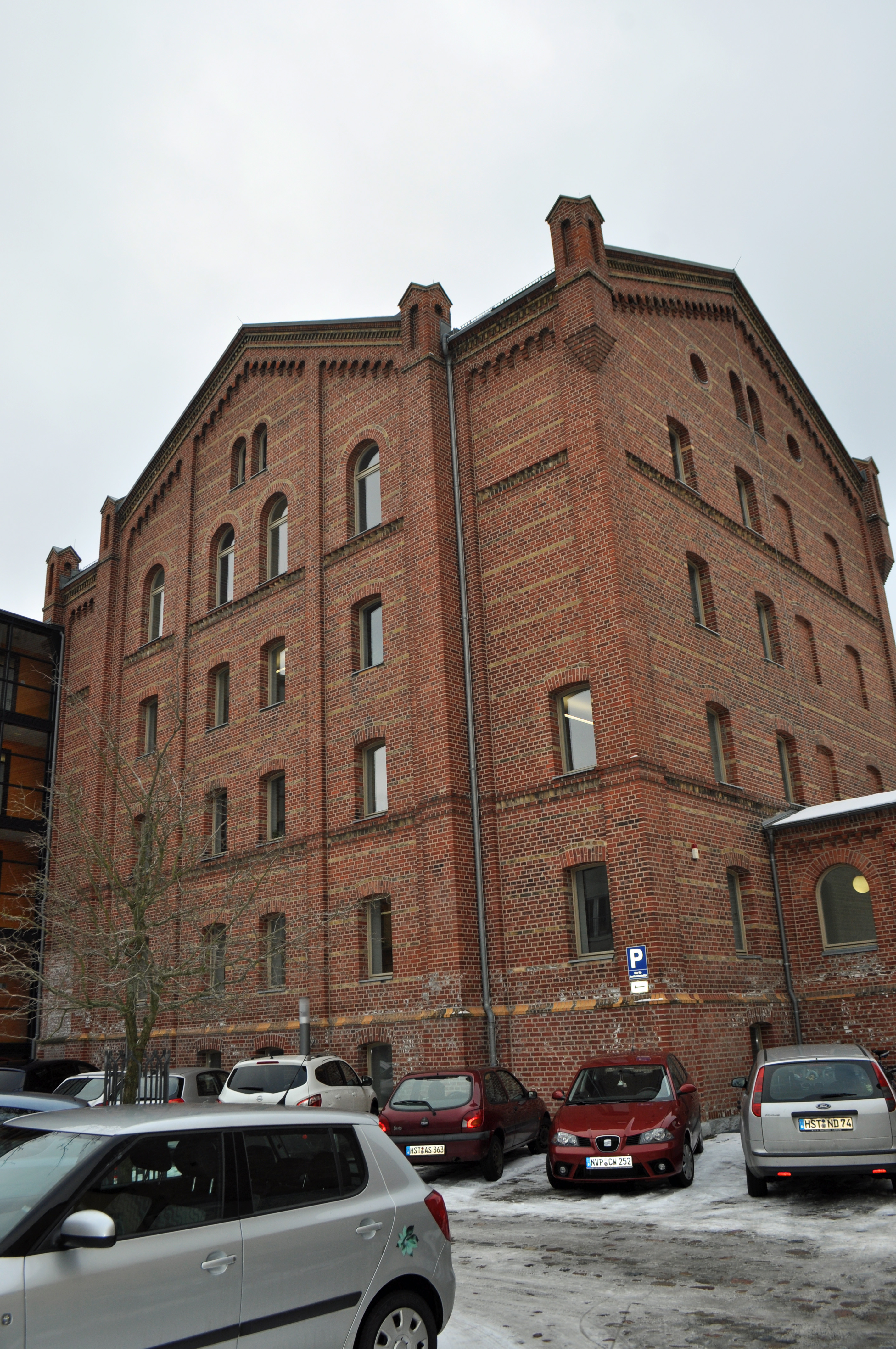
Das Haus Bielkenhagen 8 in Stralsund (2013)

Das Gebäude mit der postalischen Adresse Bielkenhagen 8 ist ein denkmalgeschütztes Bauwerk in der Straße Bielkenhagen in Stralsund.
Der viergeschossige Backsteinbau wurde im Jahr 1869 errichtet. Es liegt leicht zurückgesetzt neben dem Gerichtsgebäude Bielkenhagen 9.
Der blockhafte Baukörper ist rechteckig gehalten. Eine Bänderung aus gelbem Backstein hebt sich gegenüber dem roten Backstein der Fassade ab. An den Längsseiten sind übergiebelte Mittelrisalite gestaltet, die wie auch die Giebel der Querseiten steigende Rundbogen- und Zahnschnittfriese, Ecklisene und eckbetonte Türmchen aufweisen.
Das Haus liegt im Kerngebiet des von der UNESCO als Weltkulturerbe anerkannten Stadtgebietes des Kulturgutes „Historische Altstädte Stralsund und Wismar“. In die Liste der Baudenkmale in Stralsund ist es mit der Nummer 101 eingetragen.
Das Gebäude diente ursprünglich als Gefängnis für das Kreisgericht Stralsund. Der Garten des Gerichtsgefängnisses war am 21. April 1855 der Schauplatz der letzten Enthauptung in Stralsund, als der als Mörder verurteilte Schneider Johann Joachim Lorenz hier hingerichtet wurde. Es wird heute vom Amtsgericht Stralsund genutzt.